# Gas Gas MC
Con la sigla MC si identifica una serie di motociclette con motore a due tempi della casa motociclistica spagnola Gas Gas destinate all'uso nel motocross.

## Cilindrate
MC 50
Fu introdotta nel 1992 e prodotta fino al 1997, poi ripresentata come versione compatta "Boy" nel 2005 e prodotta fino al 2006.
MC 65
Fu introdotta nel 2006 e prodotta fino al 2007.
MC 125
Fu introdotta nel 2002 e prodotta fino al 2007.
MC 250
Fu introdotta nel 1998.
Direttamente collegate con la serie MC sono in produzione anche modelli da enduro riconoscibili come Serie EC.